# Laboratoire d'études sur les monothéismes
 (février 2020).
Le Laboratoire d'études sur les monothéismes (LEM) est un laboratoire.

## Organisation
Il est organisé en quatre équipes : "Livres sacrés : canons et hétérodoxies", "Exégèse biblique, littérature et histoire religieuses de l’Antiquité à l’époque moderne", "Philosophies et théologies antiques, médiévales et modernes", "Institutions et doctrines religieuses (Europe et Méditerranée médiévales et modernes)".
Au Centre d'études des religions du Livre (le CERL), noyau historique du laboratoire (laboratoire URA 152 de la section des sciences religieuses de l'École pratique des hautes études), se sont ajoutés la Nouvelle Gallia Judaica (NGJ), l'Institut d'études augustiniennes (IEA) et le (CERCOR).

## Domaines
- Néoplatonismes
- Gnoses et manichéisme
- Apocryphes chrétiens
- Augustin et augustinismes
- Exégèses patristiques (grecque et latine)
- Judaïsmes antiques et médiévaux
- Philosophie et théologie
- Islam shiite
- Monachisme et communautés religieuses

## Organisation
Membres connus du Laboratoire d'études sur les monothéismes
- Henri Corbin
- Antoine Faivre
- Pierre Geoltrain
- Pierre Hadot
- Gilbert Dahan
- Alain Le Boulluec
- Charles Mopsik
- Gérard Nahon
- Richard Stauffer
- Michel Tardieu
- Charles Touati
- Georges Vajda
- Paul Vignaux (philosophe)
- Pierre Lory